# Герб Гусятина
Герб Гусятина — символ селища міського типу Гусятин. Затверджений у 1999 році.

## Історія
У XIX столітті ратуша Гусятина користувалася печаткою з зображенням замку з трьома вежами, на яких сидять три гуски; численні відбитки цієї печатки відомі з фондів ЦДІА України у Львові й Відділу рукописів Львівської наукової бібліотеки ім. В.Стефаника. Символіка герба, судячи з усього, відображає назву міста.
У 1929 р. Ю. Пьотровський та О. Бальцер створили новий проєкт герба для Гусятина, базований на давнішій печатці ратуші: «На блакитному тлі срібна брама з трьома вежами, що стоїть на зеленій землі. Вікна веж чорні, дахи червоні. Над кожною вежею летить срібна гуска, разом їх троє». Проєкт не дістав офіційного затвердження Міністерством внутрішніх справ Польщі. В такому вигляді герб протримався до 1939 року.
Оформлення сучасного герба створене всупереч рекомендаціям Українського геральдичного товариства (УГТ)